# Font-rubí
Font-rubí est une commune de la province de Barcelone, en Catalogne, en Espagne, de la comarque d'Alt Penedès

## Jumelages
- Rieux-Volvestre (France)